# جهاز تناسلي
الجهاز التناسلي أو الأعضاء التناسلية (بالإنجليزية: Reproductive system)‏ هو نظام داخل الكائن الحي يتكون من أعضاء جنسية تعمل معًا لغرض التكاثر الجنسي. العديد من المواد غير الحية مثل السوائل، والهرمونات، والفيرومونات هي أيضًا ملحقات مهمة للجهاز التناسلي. على خلاف معظم أنظمة الجسم، غالبًا ما تكون الاختلافات كبيرة بين الجنسين في الأنواع المختلفة. تسمح هذه الاختلافات بمزيج من المادة الوراثية بين الشخصين، مما يسمح بوجود أكبر للياقة الوراثية أكبر للنسل.

## الحيوانات
في الثدييات، تشمل الأعضاء الرئيسية في الجهاز التناسلي الأعضاء التناسلية الخارجية (القضيب والفرج) وكذلك عدد من الأعضاء الداخلية، بما في ذلك الغدد التناسلية المنتجة للجاميت (الخصيتين والمبايض). إنّ أمراض الجهاز التناسلي البشري شائعة جدًا ومنتشرة، وخاصة الأمراض المعدية المنقولة جنسيًا.
معظم الحيوانات الفقارية الأخرى لديها أنظمة تناسلية متشابهة بشكل عام بحيث تتكون من غدد التناسلية وقنوات وفتحات. ومع ذلك، هناك تنوع كبير في قدرة الجسم على التكيف وكذلك الاستراتيجيات الإنجابية في كل مجموعة من الفقاريات.

### الفقاريات
تشترك جميع الحيوانات الفقارية في العناصر الأساسية لأنظمتها التناسلية. فجميعهم لديهم أعضاء منتجة للجاميت أو غدد تناسلية. في الإناث، تتصل هذه الغدد التناسلية بفتحة إلى خارج الجسم عن طريق قناة البيض، فيما يعرف بالمذرق، ولكن في بعض الأحيان تتصل بمسام فريدة من نوعها مثل المهبل أو العضو المنغرس.

#### الإنسان
يتضمن الجهاز التناسلي البشري عادة الإخصاب الداخلي عن طريق الجماع. خلال هذه العملية، يقوم الذكر بإدخال القضيب المنتصب في مهبل الأنثى ويقذف فيه السائل المنوي، الذي يحتوي على الحيوانات المنوية. ثم تنتقل الحيوانات المنوية عبر المهبل وعنق الرحم إلى الرحم أو قناتي فالوب لتخصيب البويضة. عند الإخصاب والزرع الناجح، ينشأ الجنين ويحدث الحمل داخل رحم المرأة لمدة تسعة أشهر تقريبًا، وتعرف هذه العملية باسم الحمل عند البشر. ينتهي الحمل بالولادة. تتكون عملية الولادة من انقباض عضلات الرحم، وتمدد عنق الرحم، ومرور الطفل خارج المهبل (العضو التناسلي الأنثوي). إن الرضع والأطفال عاجزون تقريبًا ويتطلبون مستويات عالية من الرعاية الأبوية لسنوات عديدة. أحد أهم الأشكال لرعاية الوالدين هو استخدام الغدد الثديية في ثدي الإناث لإرضاع الطفل.
الجهاز التناسلي الأنثوي له وظيفتين: الأولى هي إنتاج البويضات، والثانية هي حماية وتغذية النسل حتى الولادة. الجهاز التناسلي الذكري لديه وظيفة واحد، وهو إنتاج وتخزين الحيوانات المنوية. البشر لديهم مستوى عالٍ من التمايز الجنسي. بالإضافة إلى الاختلافات في كل عضو تناسلي تقريبًا، فإن هناك اختلافات عديدة في الخصائص الجنسية الثانوية.

##### الذكر
الجهاز التناسلي الذكري هو سلسلة من الأعضاء تقع خارج الجسم حول منطقة الحوض للذكور وتساهم في عملية التكاثر. إن الوظيفة المباشرة الرئيسية للجهاز التناسلي الذكري هي توفير الحيوانات المنوية لتخصيب البويضة.
يمكن تجميع الأعضاء التناسلية الرئيسية للذكور في ثلاث فئات. الفئة الأولى هي إنتاج الحيوانات المنوية وتخزينها. حيث يحدث الإنتاج في الخصيتين اللتين توجدان في الصفن المنظم لدرجات الحرارة، ثم تنتقل الحيوانات المنوية غير الناضجة إلى البربخ لإتمام عملية النمو والتخزين. والفئة الثانية هي الغدد المنتجة لسائل القذف والتي تشمل الحويصلات المنوية، والبروستاتا، والأسهر. والفئة الأخيرة هي تلك المستخدمة في الجماع، وترسب السبيرماتوزون (الحيوانات المنوية) داخل الذكور، وتشمل هذه القضيب، والإحليل، والأسهر، وغدة كوبر.
الخصائص الجنسية الثانوية الرئيسية تشمل: قوام أكبر، وأضخم في العضلات، وصوت عميق، وظهور شعر الوجه والجسم، وأكتاف عريضة، وتطور تفاحة آدم. يوجد هرمون جنسي مهم للذكور هو الاندروجين، وخاصة التستوستيرون.
تفرز الخصيتين هرمونًا يتحكم في تطور الحيوانات المنوية. هذا الهرمون مسؤول أيضًا عن تطوير الخصائص الفيزيائية لدى الرجال مثل شعر الوجه والصوت العميق.

##### الأنثى
الجهاز التناسلي الأنثوي البشري هو عبارة عن سلسلة من الأعضاء الموجودة في المقام الأول داخل الجسم وحول منطقة حوض الأنثى، وتسهم في عملية التكاثر. يحتوي الجهاز التناسلي الأنثوي البشري على ثلاثة أجزاء رئيسية: الفرج، الذي يؤدي إلى المهبل، والفتحة المهبلية، الواصلة إلى الرحم، والرحم؛ الذي يحمل الجنين أثناء نموه؛ والمبايض، التي تنتج البويضات للإناث. يشارك الثديين خلال مرحلة رعاية الأبناء، ولكن في معظم التصنيفات لا يعتبران جزءًا من الجهاز التناسلي الأنثوي.
يجتمع المهبل مع خارج الجسم عند الفرج، والذي يتضمن أيضًا الشفرين، والبظر، والإحليل. أثناء الجماع يتم ترطيب هذه المنطقة بالمخاط الذي تفرزه غدد بارتولين. يرتبط المهبل بالرحم عبر عنق الرحم، في حين يرتبط الرحم بالمبايض عبر قناتي فالوب. يحتوي كل مبيض على المئات البويضات.
كل 28 يومًا تقريبًا، تطلق الغدة النخامية هرمونًا يحفز بعض البويضات على التطور والنمو. يتم إطلاق بويضة واحدة وتمر عبر قناة فالوب إلى الرحم. تُعِد الهرمونات التي ينتجها المبيض الرحم لتلقي البويضة. وتستقر هناك منتظرة الحيوانات المنوية من أجل الإخصاب. عندما لا يحدث هذا، على سبيل المثال عندما لا يوجد حيوانات منوية للإخصاب، فإن بطانة الرحم، والبويضات غير المخصبة تلقى كل دورة خلال عملية الحيض. أما إذا تم تخصيب البويضة عن طريق الحيوانات المنوية، فإنها تعلق على بطانة الرحم وينمو الجنين.

#### الثدييات الأخرى

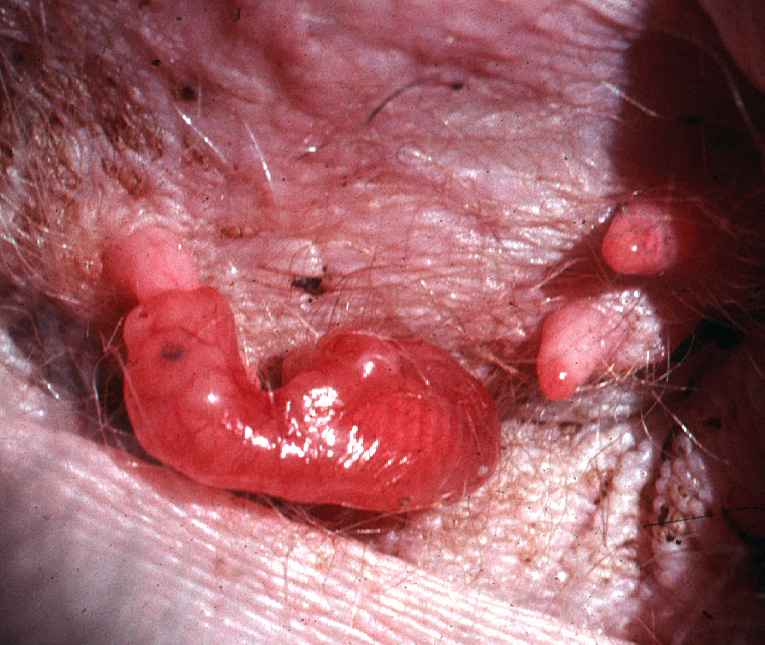
صغير الشقباني وجد داخل جراب أمه يرضع من ثدييها

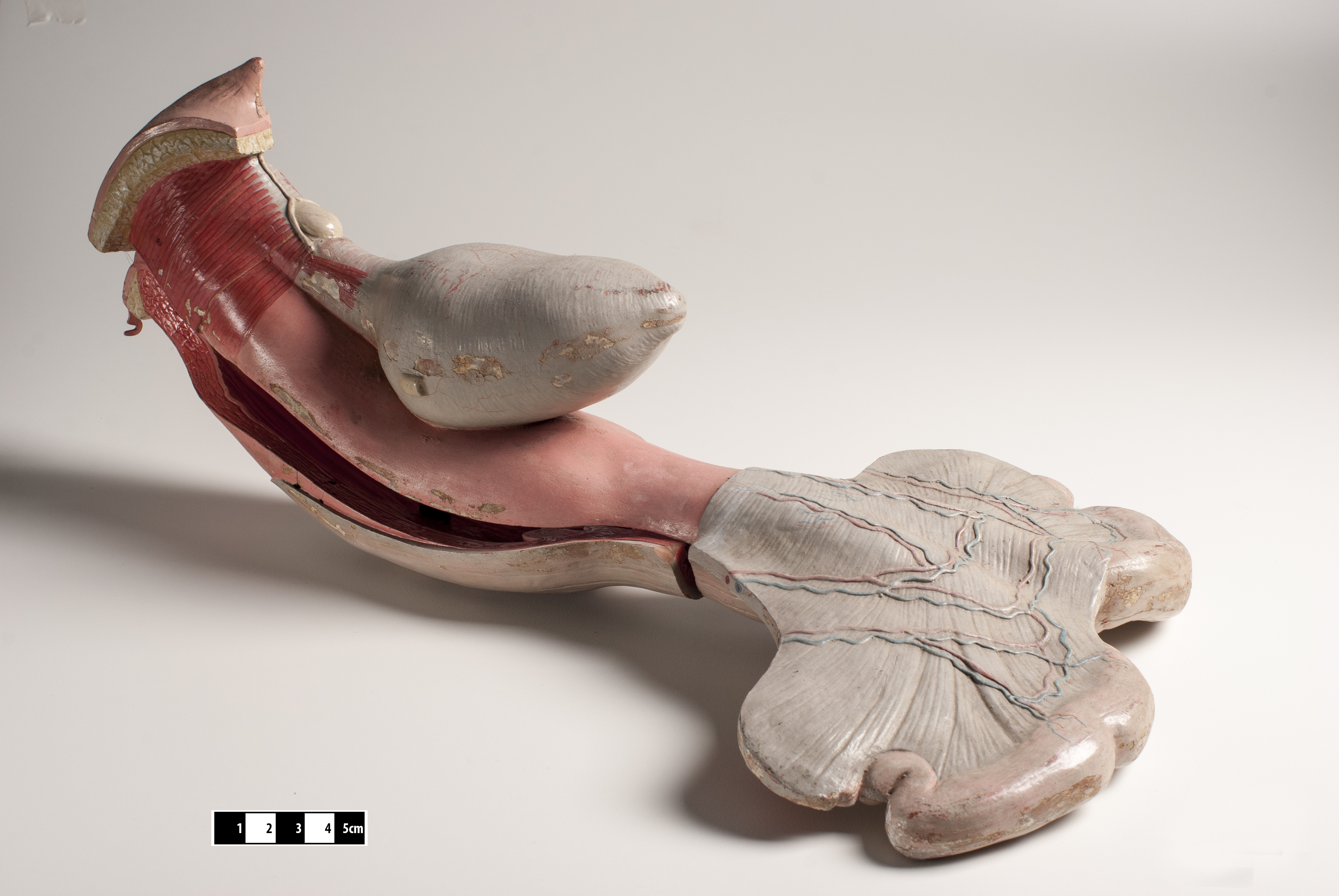
نموذج تعليمي للجهاز التناسلي البولي عند الثدييات.

تتشابه الأجهزة التناسلية عند معظم الثدييات، ومع ذلك، هناك بعض الاختلافات الملحوظة بين الثدييات غير البشرية والبشر. على سبيل المثال، تمتلك معظم الثدييات الذكور قضيب يتم تخزينه داخليا حتى يحدث الانتصاب، ومعظمها يمتلك عظمة القضيب. بالإضافة إلى ذلك، لا تتمتع الذكور في معظم الأنواع بالخصوبة الجنسية باستمرار كما هي عند البشر. ولكن مثل البشر، فإن خصيتي معظم مجموعات الثدييات تنزل داخل كيس الصفن، إلا أنه في ثدييات أخرى نجد الخصيتين النازلتين ترتكزان على جدار الجسم البطني، ولدى عدد قليل من الثدييات، مثل الفيلة، خصيتين غير نازلتين توجد في داخل تجاويف الجسم بالقرب من الكلية.
إن الجهاز التناسلي للجرابيات فريد من نوعه حيث أن الأنثى تمتلك مهبلين، كليهما مفتوحين خارجيًا من خلال فتحة واحدة ولكنهما يؤديان إلى حجيرات مختلفة داخل الرحم. الذكور عادة لديهم قضيب متشعب، والذي يتناسب مع كون الأنثى بمهبلين. تقوم الجرابيات عادةً بتطوير ذريتهم في جراب خارجي يحتوي على حلمات يربط صغارهم أنفسهم بها بغرض نمو ما بعد الرحم. أيضًا، الجرابيات لديها كيس صفن مميز. يقوم الحيوان الجرابي الرضيع ذو 15 مم (5/8 إنش) طولًا بالتقدم ببطء والالتواء ليزداد طوله عدة إنشات (15 سم)، مع التشبث بالفرو، في طريقه إلى جراب أمه.
يكون الرحم والمهبل فريدين في الثدييات اللاتي لا يوجد لها نظير في الطيور، أو الزواحف، أو البرمائيات، أو الأسماك. بدلاً من الرحم، تحتوي مجموعات الفقاريات الأخرى قناة بيض غير معدلة تقود مباشرة إلى المذرق، وهو مخرج مشترك للأمشاج والبول والبراز. وتفتقر أحاديات المسلك (أي خلد الماء، وآكل النمل الشوكي)، وهي مجموعة من الثدييات التي ترقد على البيض، إلى الرحم والمهبل، ولهذا تمتلك نظام تناسلي يشبه الزواحف.

##### الكلاب
في الكلاب المنزلية، يحدث النضج الجنسي (البلوغ) بين سن 6 إلى 12 شهرًا لكل من الذكور والإناث، على الرغم من أن هذا يمكن أن يتأخر حتى سن سنتين لبعض السلالات الكبيرة.

##### الأحصنة
إن الجهاز التناسلي للفرس هو المسؤول عن التحكم في الحمل والولادة والإرضاع، بالإضافة إلى الدورة النزوية وسلوك التزاوج. الجهاز التناسلي للفحل (حصان غير مخصي) مسؤول عن سلوكه الجنسي وخصائصه الجنسية الثانوية (مثل العرف الكبير).

#### الطيور
يوجد لدى ذكور وإناث الطيور مذرق، وهو فتحة يمر خلالها البيض والحيوانات المنوية والنفايات. يتم الجماع عن طريق ضغط شفاه المذرق معًا، والذي يعرف أحيانًا باسم العضو المنغرس المعروف باسم الوذرية وهو متماثل مع قضيب الثدييات. تضع الأنثى البيض المحاط بالغشاء السلوي الذي يحيط بالجنين والذي يستمر فيه الجنين الصغير في النمو بعد أن يترك جسم الأنثى. وخلافًا لمعظم الفقاريات، عادةً ما يكون للطيور الأنثى مبيض وظيفي واحد وقناة البيض. يُلاحظ عند الطيور كمجموعة، مثل الثدييات، مستوى عالٍ من الرعاية الأبوية.

#### الزواحف
تعتبر الزواحف تقريبًا جميع مثنوية الشكل الجنسية، وتمارس الإخصاب الداخلي من خلال المذرق. تضع بعض الزواحف البيض بينما بعضها الآخر ولود (حيوانات تلد صغارًا أحياء). تم العثور على أجهزة التناسل داخل مذرق الزواحف. لدى معظم الزواحف الذكور أعضاء جماع، والتي عادة ما تكون منكمشة أو مقلوبة أو مخزنة داخل الجسم. في السلاحف والتماسيح، يكون للذكر عضو واحد يشبه العضو الذكري، بينما تمتلك كل من الثعابين والسحالي الذكور زوجًا من الأعضاء الشبيهة بالقضيب.

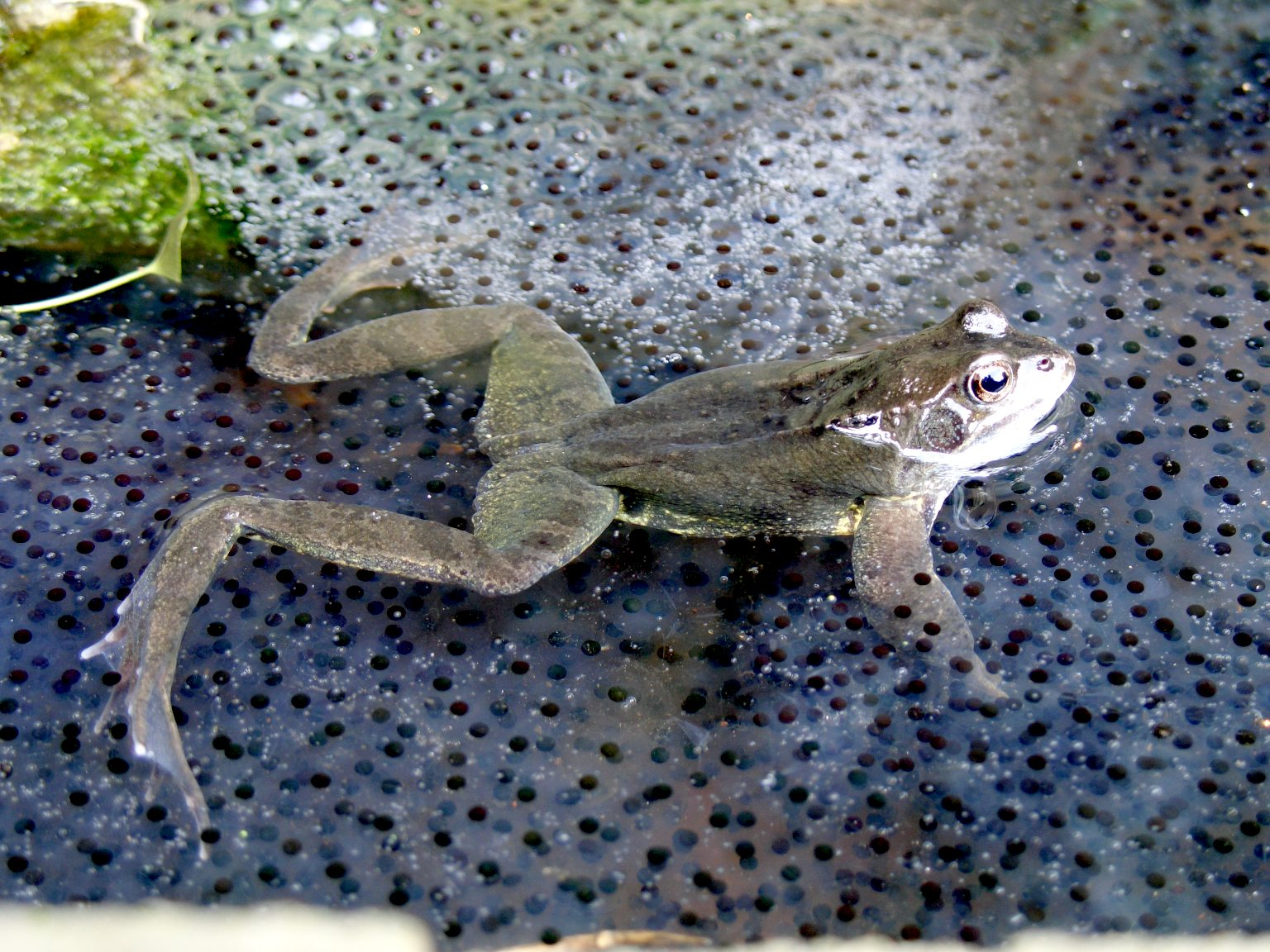
ينتظر ذكر الضفدع الشائع في موسم التزاوج المزيد من الإناث ليأتي في وسط كتلة من السرء

#### البرمائيات
تارس معظم البرمائيات الإخصاب الخارجي للبيض، عادة داخل الماء، على الرغم من أن بعض البرمائيات مثل عديمات الأرجل لديهم إخصاب داخلي. يمتلك جميعهم، غدد تناسلية داخلية، متصلة بالقنوات للمذرق.

#### الأسماك
لدى الأسماك مجموعة واسعة من الاستراتيجيات الإنجابية المختلفة. معظم الأسماك، ومع ذلك، هي بيوضة وتمارس الإخصاب الخارجي. في هذه العملية، تستخدم الإناث المذرق لإطلاق كميات كبيرة من الجاميتات، وتسمى السرء في الماء، ويطلق واحد أو أكثر من الذكور "اللقح"، وهو سائل أبيض يحتوي على العديد من الحيوانات المنوية فوق البيض غير المخصب. الأنواع الأخرى من الأسماك بيوضة أيضًا ولها إخصاب داخلي يساعدها في ذلك زعانف الحوض أو الشرج التي يتم تعديلها إلى عضو منغرس مشابه للقضيب البشري. جزء صغير من أنواع الأسماك إما ولود أو بيوض، ويعرف جماعيًا باسم الأسماك الولودة.
غدد التناسل في الأسماك هي عادة إما زوج من المبيضين أو الخصيتين. معظم الأسماك تكون مثنوية الشكل الجنسية ولكن بعض الأنواع تكون إما خنثى أو أحادية الجنس.

### اللافقاريات
تحتوي اللافقاريات على مجموعة متنوعة للغاية من الأجهزة التناسلية، وقد يكون القاسم المشترك الوحيد هو أنها تضع البيض. أيضًا، وبغض النظر عن رأسيات القدم ومفصليات الأرجل، فإن جميع اللافقاريات الأخرى تقريبًا هي خنثى وتمارس الإخصاب الخارجي.

#### رأسيات القدم
جميع رأسيات الأرجل هي مثنوية الشكل الجنسية وتتكاثر عن طريق وضع البيض. لدى معظم رأسيات الأرجل إخصاب شبه داخلي، حيث يضع الذكر جاميتاته داخل تجويف الوشاح الأنثوي لتخصيب البويضات الموجودة في المبيض الوحيد للإناث. وبالمثل، فإن رأسيات الأرجل الذكور لها خصية واحدة فقط. في أنثى معظم رأسيات الأرجل، تساعد الغدد (nidamental glands) في تطوير البويضة.
«القضيب» في معظم رأسيات الأرجل الذكور (الغمديات) هو نهاية طويلة وعضلية لمجرى منسلي تستخدم لنقل الحامل المنوي إلى ذراع معدلة تسمى المزراب. هذا بدوره يستخدم لنقل الحامل المنوي إلى الأنثى. في الأنواع التي يكون فيها المزراب مفقودًا، يكون «القضيب» طويلًا وقادرًا على التمدد إلى ما بعد تجويف الوشاح ونقل الخلايا المنوية مباشرة إلى الأنثى.

#### الحشرات
تتكاثر معظم الحشرات بالبيوضية، أي عن طريق وضع البيض. يتم إنتاج البيض من قبل الأنثى في زوج من المبيضين. وينتقل الحيوان المنوي، الذي ينتجه الذكر في خصية واحدة أو بشكل أكثر شيوعًا أكثر من خصيتين، إلى الأنثى أثناء التزاوج عن طريق الأعضاء التناسلية الخارجية. يتم تخزين الحيوانات المنوية داخل الأنثى في واحد أو أكثر من حافظات الحيوانات المنوية. في وقت الإخصاب، تنتقل البويضات على طول قنوات البيض لتخصيبها من الحيوانات المنوية ثم يتم طردها من الجسم («وضع»)، في معظم الحالات عبر المسرأ.:880

#### العنكبيات
قد يكون لدى العنكبوت واحد أو اثنين من الغدد التناسلية، والتي تقع في البطن. عادة ما تقع الفتحة التناسلية على الجانب السفلي من الجزء البطني الثاني. في معظم الأنواع، ينقل الذكر الحيوانات المنوية إلى الأنثى في علبة، أو حامل منوي. تطورت طقوس التودد المعقدة في العديد من العناكب لضمان الوصول الآمن للحيوانات المنوية للإناث.
عادة ما تضع العناكب البيض، التي تفقس الأفراد غير الناضجين الذين يشبهون البالغين منها. ومع ذلك، فإن العقارب إما بيوضة ولودة أو ولودة، وذلك حسب النوع الذي تنتمي إليه، وتحمل صغاراً أحياء.

## النبات
من بين جميع الكائنات الحية، تعتبر الأزهار، التي هي العضو التناسلي لكاسيات البذور، الأكثر تنوعًا فيزيائيًا وبالتالي تظهر تنوعًا كبيرًا في أساليب التكاثر. أما النباتات التي ليست من النباتات المزهرة (الطحالب الخضراء، والنباتات الحزازية، والنباتات الكبدية، والنباتات الزهقرنية، والسراخس وعاريات البذور مثل المخروطيات) لديها أيضًا تفاعل معقد بين التكيف الشكلي والعوامل البيئية في تكاثرها الجنسي. يعتمد نظام التكاثر، أو كيف تقوم الحيوانات المنوية من نبات واحد بتخصيب بويضة آخر، على المورفولوجيا الإنجابية، وهو أهم عامل محدد للشكل الجيني لمجموعات النباتات غير المستعمرة. درس كريستيان كونراد سبرينكل (1793) تكاثر النباتات المزهرة وللمرة الأولى كان من المفهوم أن عملية التلقيح شملت كلًا من التفاعلات الأحيائية واللاأحيائية.

## الفطريات
التكاثر الفطري معقد، ويعكس الاختلافات في أنماط الحياة والتركيب الوراثي داخل هذه المملكة متنوعة الكائنات الحية. وتشير التقديرات إلى أن ثلث جميع الفطريات تتكاثر باستخدام أكثر من طريقة توالد؛ على سبيل المثال، قد يحدث التكاثر على مرحلتين مختلفتين تمامًا خلال دورة حياة نوع ما، أي الطور الجنسي والطور اللاجنسي. تؤدي الظروف البيئية إلى حالات نمو محددة وراثيًاوالتي تؤدي إلى نشوء هياكل متخصصة للتكاثر الجنسي أو اللاجنسي. وتساعد هذه الهياكل على التكاثر عن طريق نشر الأبواغ أو الصٍرْم المحتوي على الأبواغ.